# Виртанен, Юха
 Ю́ха И́лари Ви́ртанен (фин. Juha Ilari Virtanen) — финский дипломат, писатель, журналист; чрезвычайный и полномочный посол Финляндии на Украине (2015—2019).

## Биография
Окончил со степенью бакалавра философский факультет университета Турку.
Был директором департамента стран Латинской Америки и Карибского бассейна Министерства иностранных дел Финляндии. Позднее работал в посольстве Финляндии в Париже и заместителем генерального консула в генеральном консульстве Финляндии в Санкт-Петербурге.
В декабре 2011 года был назначен чрезвычайным и полномочным послом Финляндии в Перу.
3 сентября 2015 года был назначен чрезвычайным и полномочным послом Финляндии на Украине и 17 сентября вручил свои верительные грамоты президенту Украины Петру Порошенко. В 2016 году высказал мнение о труднодостижимости в разрешении российско-украинского кризиса.